# V型2気筒

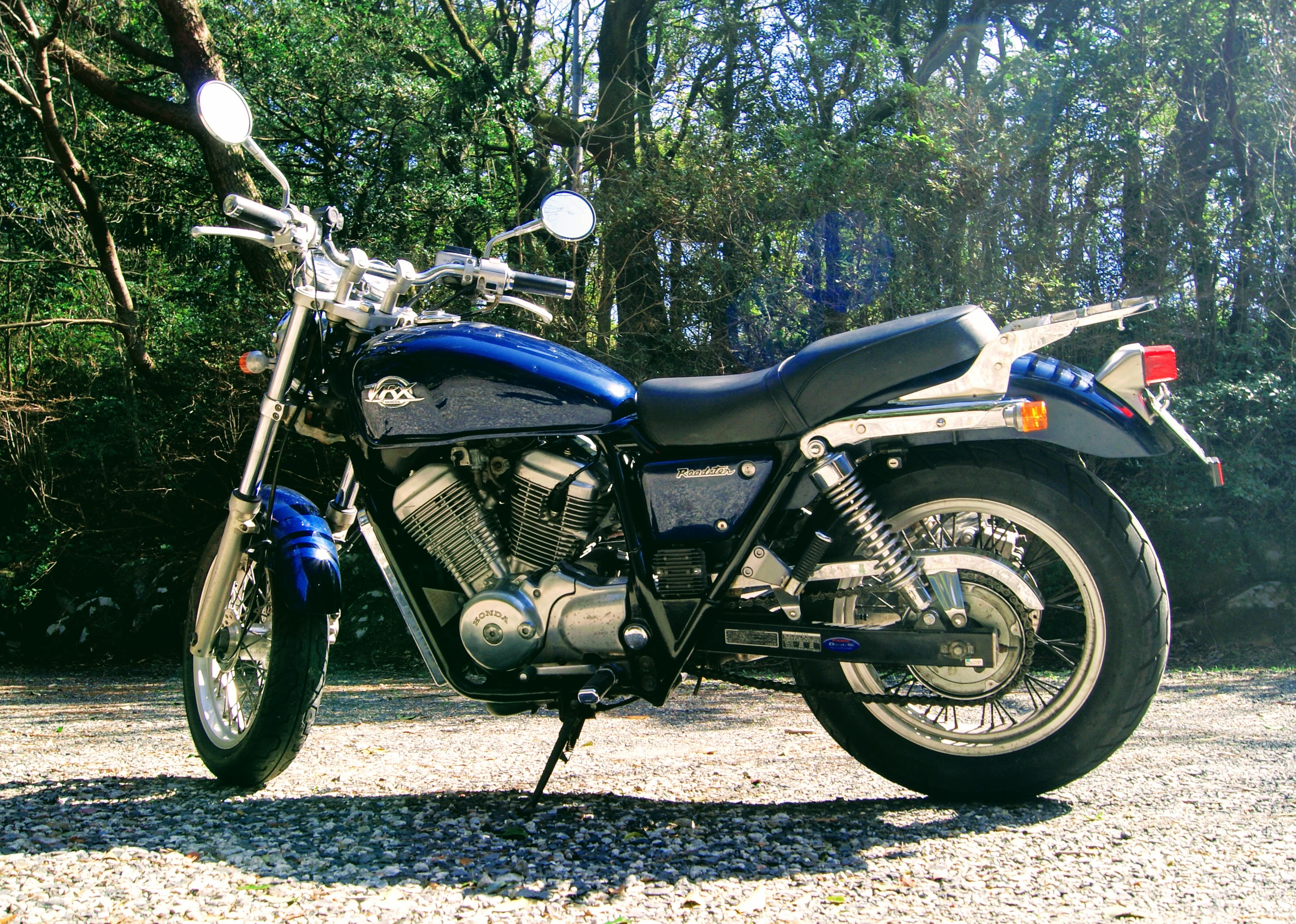
V型2気筒のNC25E型エンジンを搭載するホンダ・VRXロードスター。

V型2気筒（ブイがたにきとう）とは、レシプロエンジンなどのシリンダー配列形式のひとつ。V型エンジンのうちシリンダー数が2つのものを指す。

## 概要
V型2気筒エンジンでは、2つのシリンダーが「V」字型に開かれて配置される。小型から大型までの多数のオートバイに採用される他、オート三輪や小型自動車、汎用エンジンとしても用いられる。
搭載方法については、進行方向に対してクランクシャフトを直角に置く横置きが用いられる場合が多い。比較的少ないものの、進行方向に対してクランクシャフトを平行に置く縦置きを用いるメーカーもあり、ホンダのGLシリーズやCXシリーズの他、モト・グッツィなどで採用されている。
呼称については、「Vツイン」と呼ばれることもある。
また、前方のシリンダーをほぼ水平にしてマウントした90°V型エンジンの場合、車体側面から見て「L」字型に見えることから「Lツイン」とも呼ばれ、ドゥカティで採用されている同様の形式はこの呼称で呼ばれる場合が多い。そのほか、縦置きV型エンジンの場合、車体前方から見て「Y」字型に見えることから「Y型エンジン」とも呼ばれ、モト・グッツィで採用されている同様の形式はこの呼称で呼ばれる場合が多い

## バンク角
V型2気筒エンジンは2つのシリンダーで構成されるが、このシリンダーをバンクと呼び、バンク同士の挟み角をバンク角と呼ぶ。同じ排気量のV型2気筒エンジンであっても、バンク角が異なれば出力特性や振動特性は大きく異なる。
振動バランスが良いのはクランクピンを共有する90°V型2気筒エンジンである。この形式は理論上一次振動を0にすることが出来る。一方、これより小さいバンク角もしばしば用いられる。バンク角を小さくすることでエンジンをコンパクトにすることが出来る。90°よりも小さいバンク角を採用した場合、振動は大きくなるが、ホンダのように52°ながらクランクピンを共有せずウェブを介してクランクピンに位相を付けた「位相クランク」で振動を小さくしている例もある。
V型2気筒におけるバンク角の採用例
- 100° - ホンダ（NSR500V）
- 90° - ドゥカティ（同社の製造するV型2気筒はいずれも90°）、ホンダ（MC08E系エンジン、MC15E系エンジン、SC36E系エンジン、SC45E系エンジン）、スズキ（TL1000R/Sとその後継車種）
- 80° - ホンダ（GL500E系エンジン、GL400E系エンジン）
- 76° - マツダ（K360、R360クーペ）
- 75° - スズキ、ヤマハ（ビラーゴ、ドラッグスターなど）、KTM（1190RC8）、ホンダ（93年以降のRS250R、92年～97年モデルのNSR250）
- 70° - ヤマハ（ビラーゴ、ドラッグスターなど）
- 65° - スズキ（イントルーダーLC250/LC125）
- 60° - アプリリア（同社の製造するV型2気筒はいずれも60°）、ヤマハ（ミッドナイトスター、ボルトなど）、丸正・ライラックLS
- 55° - カワサキ（バルカンVN400/800系）
- 54° - スズキ（ブルバードM/C1800）
- 52° - ホンダ（NC12E系エンジン、NC25E系エンジン、RC31E系エンジン）、カワサキ（バルカン1700/2000）
- 50° - カワサキ（バルカン1500）
- 48° - ヤマハ（XV1600系・XV1700系ロードスター、ミッドナイトスターなど）
- 45° - ハーレーダビッドソン（同社の製造するV型2気筒は一部車種を除き45°）、ホンダ（RC14E系エンジン）、スズキ（イントルーダー系、デスペラード系、ブルバード系）

## V型2気筒を採用する主なオートバイ
以下の一覧に挙げられた車種は、ほとんどの車種において4ストローク方式を採用するが、2ストローク方式を採用する車種の場合は「※」にて特記。

### 日本国内二輪メーカー
- ホンダ
  - GL系エンジン（GL500E型、GL400E型）
  - NV系エンジン（RC14E型、NC12E型）
  - スティード（PD06E型、NC25E型）
  - シャドウ
  - Vツインマグナ（MC15E型）
  - アフリカツイン（PD06E型）
  - トランザルプ（PD06E型、NC25E型）
  - ブロス系エンジン（RC31E型、NC25E型）
  - VT250系エンジン（MC08E型、MC15E型）
  - VTR（MC15E型）
  - VTR1000SP-1/2（SC45E型）
  - VTR1000F FIRE STORM（SC36E型）
  - NSR250R ※2ストローク
  - NSR500V ※2ストローク
  - VTX1800
- ヤマハ
  - ビラーゴシリーズ
  - ドラッグスターシリーズ
  - ロードスターウォーリア / ウオーリア
  - XV1700ロードスターシリーズ
  - XV1600ロードスター（ワイルドスター）シリーズ
  - XV1900ミッドナイトスター（ストライトライナー / ロードライナー）
  - XVS1300ミッドナイトスター、XVS950ミッドナイトスター
  - MT-01
  - SRV250・ルネッサ
  - TZR250R ※2ストロークエンジン搭載。
- スズキ
  - TL
  - SVシリーズ
  - グラディウス
  - イントルーダーシリーズ
  - デスペラードシリーズ
  - ブルバードシリーズ
  - RGV250Γ ※2ストロークエンジン搭載。
  - ウルフ250 ※2ストロークエンジン搭載。
  - VX800
- カワサキ
  - バルカンシリーズ
  - エリミネーター250V

### 日本国外二輪メーカー
- HARLEY-DAVIDSON
  - 「ハーレーダビッドソン#シリーズ車種」を参照。
- DUCATI
  - 「ドゥカティ#Lツインモデル」を参照。
- APRILIA
  - RSV1000R、RSV Mille
  - RS250 ※2サイクルエンジン搭載。
- KTM
  - 990スーパーデューク
  - 1190RC8
- MOTO GUZZI

## V型2気筒を採用する主な自動車
以下の一覧に挙げられた車種はいずれも4ストローク方式を採用する。

### 日本国内四輪メーカー
- 日本内燃機(日産)・九五式小型乗用車（くろがね四起）
- マツダ・K360 / K600
- マツダ・R360クーペ

### 日本国外四輪メーカー
- モーガン・3ホイーラー